# Hermonassa khasiana
Hermonassa khasiana är en fjärilsart som beskrevs av Charles Boursin. Hermonassa khasiana ingår i släktet Hermonassa och familjen nattflyn. Inga underarter finns listade i Catalogue of Life.